# Canton de Châlus
Pour les articles homonymes, voir Chalus.
Le canton de Châlus est une ancienne division administrative française située dans le département de la Haute-Vienne et la région Nouvelle-Aquitaine. À la suite du redécoupage cantonal de 2014, le canton est fondu dans celui de Saint-Yrieix-la-Perche.

## Géographie
Ce canton était organisé autour de Châlus dans l'arrondissement de Limoges. Son altitude variait de 256 mètres (Lavignac) à 551 mètres (Bussière-Galant) pour une altitude moyenne de 373 mètres.
Il était intégré au parc naturel régional Périgord-Limousin.

## Représentation

### Conseillers généraux de 1833 à 2015
| Période | Période          | Identité                         | Étiquette    | Qualité |
| ------- | ---------------- | -------------------------------- | ------------ | --- |
| 1833    | 1848             | Louis Garebœuf                   |              | Maire de Châlus |
| 1848    | 1855 (décès)     | Jean Magne-Rouchaud (1808-1855)  |              | Notaire, maire des Cars |
| 1856    | 1860 (décès)     | François-Léandre Moulin-Lavergne |              | Juge de paix à Châlus, conseiller d'arrondissement                                                                                     |
| 1861    | 1869             | Étienne de Cardaillac            |              | Chef de division au Ministère d'Etat Directeur des bâtiments civils et des palais nationaux de la maison de l’empereur Napoléon III    |
| 1871    | 1877             | Edouard Bouillon                 | Droite       | Maire de Champagnac |
| 1878    | 1913 (décès)     | François Magne-Rouchaud          | Républicain  | Notaire Maire des Cars |
| 1913    | 1914 (décès)     | Louis Romain                     | SFIO         | Négociant à Châlus Mort pour la France le 26 septembre 1914 à Saint-Léonard (Marne)                                                    |
| 1914    | 1919             | siège vacant                     |              | |
| 1919    | 1940             | François Romain                  | SFIO         | Cultivateur Maire de Châlus |
|         |                  |                                  |              | |
| 1942    | 1945             | Armand Chabrol                   |              | Docteur en médecine Maire de Châlus Nommé conseiller départemental en 1942                                                             |
|         |                  |                                  |              | |
| 1945    | 1956 (décès)     | François Romain                  | SFIO         | Ancien maire de Châlus |
| 1956    | 1973 (décès)     | André Besse                      | SFIO puis PS | Charcutier Maire de Châlus (1945-1971)                                                                                                 |
| 1973    | 1979 (démission) | André Mazière (1914-1981)        | PS           | Retraité SNCF Maire de Châlus (1975-1981)                                                                                              |
| 1979    | 2015             | Jean-Claude Peyronnet            | PS           | Maître de conférences agrégé Sénateur de la Haute-Vienne (1995-2014) Député de 1988 à 1993 Président du Conseil Général de 1982 à 2004 |

### Conseillers d'arrondissement (de 1833 à 1940)
Le canton de Châlus avait deux conseillers d'arrondissement.
Il appartenait à l'arrondissement de Saint-Yrieix jusqu'à sa disparition en 1926.
| Période                                  | Période | Identité                                       | Étiquette | Qualité |
| ---------------------------------------- | ------- | ---------------------------------------------- | --------- | --- |
| 1833                                     | 1856    | François Léandre Moulin-Lavergne (1793-1860)   |           | Juge de paix à Châlus                                                                                       |
| 1833                                     | 1839    | Jacques Nadaud-Manet (1800-1864)               |           | Propriétaire du château, maire de Pageas                                                                    |
| 1839                                     | 1848    | François Moulin-Lagrange-Beaubourg (1788-1857) |           | Maitre de poste à Châlus                                                                                    |
|                                          |         |                                                |           | |
| 1919                                     |         | M. Chatou                                      | SFIO      | |
|                                          |         | François Combes                                | SFIO      | Négociant à Châlus                                                                                          |
| 1922                                     | 1940    | Étienne Vigneras (1875-1967)                   | RG        | Propriétaire aux Cars                                                                                       |
| 1934                                     | 1940    | François Lamberty                              | SFIO      | Maire de Flavignac                                                                                          |
| 1940                                     |         |                                                |           | Les conseils d'arrondissement ont été suspendus par la loi du 12 octobre 1940 et n'ont jamais été réactivés |
| Les données manquantes sont à compléter. |         |                                                |           | |

## Composition
Le canton de Châlus groupe 6 communes et compte 5 413 habitants au recensement de 2010.
| Communes        | Population (2012) | Code postal | Code Insee |
| --------------- | ----------------- | ----------- | ---------- |
| Bussière-Galant | 1 395             | 87230       | 87027      |
| Les Cars        | 598               | 87230       | 87029      |
| Châlus          | 1 628             | 87230       | 87032      |
| Flavignac       | 1 040             | 87230       | 87066      |
| Lavignac        | 149               | 87230       | 87084      |
| Pageas          | 603               | 87230       | 87112      |

## Démographie
| 1962  | 1968  | 1975  | 1982  | 1990  | 1999  | 2006  | 2010  |
| ----- | ----- | ----- | ----- | ----- | ----- | ----- | ----- |
| 5 963 | 6 342 | 6 289 | 5 829 | 5 431 | 5 410 | 5 410 | 5 413 |

## Compléments